# Мазсалаца
Мазсалаца (латис. Mazsalaca, нім. Salisburg) — невелике місто в Валміерському краї Латвії.

## Назва
- Мазсалаца (латис. Mazsalaca;  вимова)
- Залісбург (нім. Salisburg)

## Історія
Назва Мазсалаца зустрічається в 1861 році, коли з'явилися перші побудовані будинки. Поселення виникло завдяки вигідному географічному положенню. Ще зі стародавності тут було перехрестя великих доріг Руїена — Айнажі і Валміера — Пярну, а також великої кількості місцевих путівців.
Перші сліди поселень відносяться до рибацького селища кінця середнього неоліту (близько 5000 р. до н. е.). Пізніше це місце заселяється лівами. В топоніміці краю багато слідів лівського впливу, наприклад назва ріки Салаца.
До 1918 кількість жителів містечка досягала 1100 осіб, що жили в 80 будинках. Через 10 років у Мазсалаці, який на той час отимав статус міста, вже жило 1210 осіб у 87 будинках.
Головна церква міста, уперше згадана в 1533 — церква св. Марії, зруйнована під час Польсько-Шведської війни. У 1697 за наказом шведського короля Карла XI — відновлена. В 1890 на її місці побудували лютеранську церкву св. Анни.
Керівництво містом здійснює міське самоврядування, головою якого з 1987 року є Оярс Бекеріс.

## Уродженці
- Марія Пекшена (1845—1903) — латиська жінка-драматург.
- Константін Пекшенс (1859—1928) — один з найбільших латиських зодчих.
- Аугустс Кірхенштейнс (1876—1963) — вчений-мікробіолог.

## Цікаві факти
У жовтні 2009 року шведська телекомунікаційна компанія Tele2, що працює в Латвії, здійснила незвичайну рекламну акцію: поруч із Мазсалацею було інсценоване падіння невеликого метеорита: виритий кратер, застосовані піротехнічні ефекти. У підсумку новина про падіння метеорита протягом доби після 25 жовтня привернула широку увагу світового співтовариства. Однак уже через декілька днів було оголошено, що історія з метеоритом — розіграш, що, за словами представника Tele2, мав «надихнути латвійське суспільство» і привернути увагу до позитивних місцевих новин.